# Matthias Hansens Gård
Matthias Hansens Gård er en tidligere købmandsgård på Amagertorv 6 i København. Det regnes for det bedst bevarede borgerlige renæssancehus i hovedstaden og tilhører den nederlandske renæssance. Huset ejes af Royal Scandinavia, som anvender det til udstilling af sine designprodukter.

## Historie
Huset blev opført i 1616 for rådmand Matthias Hansen, der fra 1622 og til sin død i 1628 tillige var byens borgmester. Han var måske far til Kirsten Madsdatter, som var en af Christian IV's elskerinder. Hun fik sønnen Christian Ulrik Gyldenløve.
Af bygningens rige dekoration kan vi slutte, at Hansen var en velbeslået købmand. Det understøttes af, at hans enke arvede gården og kunne leve der resten af sit liv. Efter hendes død arvede hendes stedsøn, Matthias Hansens eneste søn, Hans Matthiassen Mechlenburg.
Gården overlevede bybranden i 1728 og i branden i 1795, der ellers hærgede den sydlige side af pladsen og førte til anlæggelsen af den tilstødende Højbro Plads. Hafnia ejede huset 1872-1912, hvor det blev overtaget af Den Kongelige Porcelænsfabrik. Hafnia flyttede til den nye bygning i Holmens Kanal. Efter en restaurering 1898 (se nedenfor) blev Danmarks første automatcafé i 1899 indrettet i stueetagen. I 1922 indrettede porcelænsfabrikken et stort salgslokale.
Flere københavnske rådmænd og borgmestre var ejere af gården, og en række højtstående embedsmænd har også ejet den. I 1700-tallet fungerede den som bypalæ for en række adelige.
Blandt de kendte beboere findes oversekretær Ditlev Revenfeld, og lægen og arkitekten Jens Bang (1737-1808) boede her 1804-05. Musikhandleren Emil Horneman boede her ad to omgange – 1846 og 1852, inden han flyttede ind på Alléenlyst på Frederiksberg. Fotograferne Julius Wulff, Adolph Lønborg og Frederik Riise havde alle på et tidspunkt deres forretning her.

## Arkitektur
Bygningen består af kælder og tre etager. Der er fem almindelige fag og et bredt portfag og den krones af to vælske gavle. Ejendommen er opført i røde mursten med sandstensudsmykning. Oprindeligt fandtes hvælvede kældre, men kun én hvælving er i behold.
Det ottekantede trappetårn er en senere rekonstruktion. Trappetårnet med vindeltrappe, der fandtes inden for porten, nævnes i et skøde af 1731, men blev senere nedbrudt, og i stedet for opførtes et trappehus af bindingsværk, der aldeles ikke passede til den gamle bygning. Grunden til det gamle trappetårn fandt man i året 1845, ved at udgrave en kælder under trappegangen i forhuset. Det har været bygget af samme store røde mursten som dem, der findes i forhuset. De hvælvede kældre under det grundmurede sidehus var af en anden konstruktion end hovedbygningens kælderhvælvinger, så de var formodentlig opført senere end den oprindelige bygning ud mod torvet. Foruden porten har der til forhusets stueetage været en særegen indgang fra gaden. Kælderen, der havde stærke brandfrie hvælvinger, skal under Københavns belejring i Frederik III's tid og under det engelske bombardement 1807 have tjent som tilflugtssted for mange familier. 
Oprindelig har gavlene haft hejseværk med trisser, der gjorde det muligt at hejse varer op til loftet. Kobbertaget er blevet fornyet flere gange. Porten flankeres mod gaden af to delvist nedgravede kanonløb. De tjente det praktiske formål at beskytte portens hjørner mod vogne, som skulle ind i gården. En anden karakteristisk detalje ved ejendommen er facadens kobbernedløbsrør med dragehoveder.
En haveplads, der hørte til gården, er blevet bortsolgt omtrent 1728. 

### Beskrivelse år 1729
Det ældste skøde, der nævnes, er af 13. januar 1731, og efter dette er der meddelt en kortfattet beskrivelse af gården. Der eksisterer et lidt ældre dokument, der indeholder en noget udførligere beskrivelse af gården, og den gengives nedenfor. Den er indført i en registrerings- og vurderingsforretning af 14. oktober 1729, optaget i anledning af forudgående arrest for 3.604 rigsdaler kroner, hvilke gårdens ejer kommerceråd Johan Henrik Sylling var greve Christian Friis skyldig ifølge 2 veksler. Beskrivelsen er gengivet i nutidig retskrivning:
Gården ud til torvet består udi 6 grundmurede fag, 3 loft højt, med 2 spidser på, og stenhuggeri, med "gevelft" kælder under hele huset, nedgang fra torvet af 9 trætrin og 3 stentrin, så og nedgang fra gården af to trætrin, og er afdelt i tvende parter. I den ene afdeling en stue: bare vægge, en vindovn, to skruer høj, på jernfod, gulvet af brædder og de andre gulve af vandklinker. Ovenover benævnte kælder er indkørsel af en port fra amager torv og ind i gården, bare vægge, gulvet lagt af planker med et stentrin op til stuedøren; i samme port en nagelfast bænk ved den ene side. Dernæst en stor stue: bare vægge med panelværk forneden, tvende skabe i væggen, loftet dønniket med billedarbejde, en vindovn 3 skruer høj, på jernfod med tromle, rør og dør, gulvet af fliser; derhos en stue: væggene betrukne med silkemoer, med en skænk i væggen, panelet fod under neden, loftet gipset i figurarbejde, en åben kamin med en skærm for og gipsarbejde omkring, gulvet af brædder og vindueskarmene af stenhuggeri. Oven over ud til torvet en stor sal, væggene malede med brun limfarve, en åben kamin med stenhuggeri omkring sat, og hollandske sten i samme kamin, gulvet af fliser. Dernæst en sal: væggene betrukne med guldlæder, med et skab i væggen, en åben kamin med træramme om, en vindovn af 2 skruer høj, på jernfod, med behørige tromle, rør og dør, gulvet af brædder med en panelfod forneden. Derhos en mindre do: bare vægge, gulvet af fliser. Oven over til den vestre side en sal: væggene betrukne med guldlæder med en liden panelfod forneden, en vindovn 2 skruer høj, på jernfod, med fliser under kakkelovnen, med behørig tromle, rør og dør. På samme sal en alkove: væggene betrukne med uldent tapetseri, med et skab i væggen, gulvet af brædder. Til østre side en sal ud til torvet: væggene betrukne med guldlæder med panelfod forneden, en vindovn 2 skruer høj, på jernfod, med behørige rør og dør, med fliser under kakkelovnen, gulvet af brædder. Dernæst ind til gården en sal: væggene malede i løvværk af limfarve, en åben kamin, gulvet af brædder; udenfor en gang afdelt med malede brædder, resten bare vægge, og 2de kammerser, afdelte med brædder, gulvene af brædder. Oven over er loftet afdelt i tvende parter med brædder, en hjulvinde med tavl og tov, brugelig; hus og tag vel ved magt.
Ved samme gadehus ind til gården en grundmuret vindeltrappe, som er opgang til værelserne fra neden til oven, med en "gevelft" kælder under; oppe i samme vindeltrappe er et kammers.
I gården på den venstre hånd et grundmuret sidehus på 13 fag, to loft højt, med en kvist på et fag og med en "gevulbtt" kælder under hele huset i et, nedgang fra de andre kældere, bare vægge, gulvet af vandklinker. Oven over samme kælder næst gadehuset en stue: væggene betrukne med lærred, som er malet udi tapetseri, med en panelfod forneden under vinduerne og på pillerne, med en skænk og skab i væggen, en vindovn, 2 skruer høj, på 4 messingpiller, siret med 12 messingknapper, med behørig tromle, rør og dør, og hollandske sten på væggen; loftet og bjælkerne er beklædte med forgyldte lister, gulvet af brædder. Dernæst en forstuegang: væggene betrukne med malet lærred; i samme gang står en italiensk trappe, og i væggen 2de skabe med 4 døre for. Et afdelt kammers under trappen, gulvet af fliser. Derhos et køkken med åben skorsten, hvilende på en jernstang, med jernplade; i skorstenen og på siderne en "fyrhert" med 3 rister i, et sort bræt på skorstenen med 1 hylde, 4 reoler, 1 retterbænk med tvende skabe under, 1 ditto åben bænk at sætte kedler under, 1 skab i væggen med glasvinduer for, gulvet af fliser. Dernæst et kammers: bare vægge med 1 skab i væggen, uden dør, gulvet af brædder; derhos en stue: væggen betrukken med guldlæder og med en panelfod forneden, en åben kamin, så og en vindovn, 2 skruer høj, på jernfod med tromle, rør og dør, gulvet af "asstrå". Oven over på søndre side en sal: væggene betrukne med skilderilærred, med en panelfod for neden, en åben kamin med en skærm for og gipsarbejde omkring, 1 vindovn, 2 skruer høj, på jernfod med behørige rør og dør, med fliser under kakkelovnen og for ved kaminen, gulvet af brædder. Derhos en sal: væggene med guldlæder og en panelet fod forneden, gulvet af brædder. Dernæst en sal: væggene med malet lærred og loftet ligeledes, så og med panelfod forneden, 1 vindovn, 2 skruer høj, på jernfod, med behørig tromle, rør og dør, med fliser under kakkelovnen, gulvet af brædder. Dernæst en forstuegang: væggene med malet lærred, med en panelfod forneden; i samme gang står en italiensk trappe; til gården i samme gang et afdelt kammers med glasvinduer for, væggene betrukne med malet lærred, gulvet af brædder. Derhos en sal: væggene og under loftet panelet, i væggen et stort skab med 6 døre for, en vindovn, 2 skruer høj, på jernfod, med behørigt rør og dør, med fliser under kakkelovnen, gulvet af brædder. Dernæst en sal: væggene betrukne med gult og grønt maqvei, med panelfod forneden og et skab i væggen med 2 døre for, en vindovn, 2 skruer høj, på jernfod, med fliser under kakkelovnen, og hollandsk sten på væggen, gulvet af brædder. Oven over er loftet afdelt med brædder i 5 parter, tilligemed et røgkammers af mur og tømmer, med lofter over kammerserne, 1 hjulvinde med tov og krog, brugelig; hus og tag ved magt, opgangen af benævnte italienske trappe.
I gården er et indbyg af tømmer og brædder med en trappe under. I samme gård et sidehus på 6 fag, 2 loft højt, af mur og bindingsværk, og brædder neden til, som bruges til 3 vognskure, og et lokum i den ene ende. Oven over en vedhammer med en svale til gården, og et kammers i den ene ende, hus og tag mådeligt; opgangen af benævnte trapper.
I samme gård et baghus på 11 fag, 2 loft højt, med en kvist på 3 fag mur og bindingsværk, med grundmuret kælder under, på 5 fag, nedgang fra gården af en trætrappe på 8 trin. Samme kælder er afdelt i 2 parter med stakit: bare vægge, gulvet af vandklinker. Oven over samme kælder til venstre side en stue; væggene og under loftet beklædte med malede brædder, en vindovn, 2 skruer høj, på jernfod, med behørigt rør og dør, gulvet af "astrå". Fra samme stue en nedgang til haven med 2 halvdøre, med panel for neden og glasvinduer foroven. Dernæst et køkken med åben skorsten, hængende, et jernanker med en jernplade bag i skorstenen, bare vægge, gulvet af fliser. Dernæst et lidet afdelt kammers med bare vægge, gulv af mursten. Dernæst 2de afdelte kammers af mur og tømmer, bare vægge, gulvet af brædder og sten. Dernæst en stald, som er indrettet til 4 heste, med sine behørige spiltove og 2 jernhækker, bare vægge, gulvet bag hestene brolagt. Ovenover er 3 kammerser med brædder afdelte, på det ene kammers en vindovn, 2 skruer høj, på jernfod, med behørigt rør og dør, bare vægge, »gulvet er loftet«. Oven over er loftet med hjulvinde, tavl og krog, brugelig; opgangen af benævnte trapper og til loftet af en stentrappe. Hus os tag mådeligt. Et hus ind til haven, på 4 fag, 1 loft højt, af mur og bindingsværk, neden til bruges til staldrum, med sine behørige spiltove, og i det ene spiltov står en brønd med opstander og jernpumperedskab, brugelig; bare vægge, bagved hestene brolagt. En liden haveplads, en temmelig forgård, hvorudi står 4 valnøddetræer. I samme gård står et lokum af tømmer og mur, på 3 fag, med hønsehus over og en skarnkiste, gården brolagt. Udi baggården et langt hængeskur af tømmer og brædder, hvorudi står det ferske springvand med opstandere og jern-pumperedskab, en stor kam med en pibe. Imellem begge gårdene et plankeværk af tømmer og brædder, med port på, at køre igennem. Blev berettet at svares af gården årlig til Universitetet 6 rigsdaler, 4 mark.
Hvilken benævnte gård, grund og ejendom efter disse tiders tilstand takseres og vurderes for 6.500 rigsdaler. 
Siger seks tusinde og fem hundrede rigsdaler.
Gården beboedes af hans excellence oversekretær Revenfeld.

### Restaureringer i 1800-tallet
Da grosserer Peter Jacob Schoustrup (1816-1882), der blev ejer af gården 1844, ville gøre kælderen beboelig, blev hvælvingerne nedtaget på nær én, og kældertrappen blev forandret, så at der kunne blive nedgang til en kælderbutik. I året 1851 lod han til højre i gården, eller ved dennes østside opføre et lavere sidehus.
Det følgende år lod han bygningens forside ud mod Amagertorv restaurere således, at dens særegne stil og karakter i hovedtrækkene bibeholdtes. Arbejdet udførtes under tilsyn af arkitekt Bernhard Seidelin, og efter sagkyndiges mening var det et for den tid meget samvittighedsfuldt og vel udført restaureringsarbejde. Det omtales også meget anerkendende i den afhandling om gården, der findes i Nyt historisk Tidsskrift, bind 5 (1854); dog ser man at der blev foretaget nogle modifikationer, om hvis berettigelse der var delte meninger. Om arbejdet siges (anførte sted s. 271-72): "Porten, der, tilligemed de to Spidsgavle, hører til Bygningens mest karakteristiske Dele, er vedligeholdt, saavelsom Gavlene, uden nogen Forandring. Facadens Sandstens-Ornamenter, i rustik Stil, over Porten ved Kanterne af Huset, ligesom over og omkring Vinduerne, ere dels restaurerede, hvor de ikke havde lidt for meget, dels nedtagne og opsatte paa ny af graa engelsk Cement. Herved er imidlertid den Nyhed anbragt, at Sandstenskarmen, der omgav Vinduerne, men kun naaede til de øverste Hjørner, er fortsat i en Rundbue oven over ethvert Vindue, hvorved den Murstensbue, der oprindelig er anbragt over samme, er bleven dækket ved en rigere Prydelse. Dette er fremhævet endnu mere ved at forgylde de gamle Ornamenter, som nu vise sig indenfor hine Rundbuer, en Art af Dekoration, som Bygningen ellers ingensteds har havt. Ved Facadens Restauration er der tillige i disse Buer indsat 17 forskjellige Hoveder, modellerede af unge Kunstnere og udførte i Cement. Uagtet denne ydre Prydelse i den Tidsalder, som Bygningen tilhører, ikke var usædvanlig (man finder den bl.a. paa Vallø Stifts gamle imposante Hovedbygning) ville neppe alle være enige om, at det var raadeligt at tilføje et saa karakteristisk Ornament ved Restaurationen af et gammelt Hus. At alle Vindueskarme, som i den hele Facade vare af Sandsten, ere udtagne, og i Stedet for samme nye Karme af Træ ere indsatte, er en anden, og ikke uvæsentlig Forandring, som maaske den ældre Sandstens Beskaffenhed, Bekostningen ved at anskaffe nye Stenkarme, og andre Hensyn til Trækarmenes større Bekvemmelighed, har foranlediget."
Der foretoges atter betydelige forandringer i forhuset omtrent 1880 under arkitekt, senere professor Hans J. Holms ledelse. Ved samme tid opførtes det nuværende ottekantede trappetårn, der passer godt til den gamle stil og indeholder en bekvem og rummelig vindeltrappe med stentrin. I den øverste del af trappetårnet blev indsat nogle gamle egetræsvindueskarme, der var kommet fra en noget før den tid nedbrudt gammel bindingsværksbygning i Aalborg.
Ejendommen blev atter i årene 1897-98 ombygget under ledelse af arkitekt Frederik L. Levy. I stueetagen i forhuset blev indrettet nye forretningslokaler, og mod gården opførtes en ny sidebygning. Ved forhusets facademur mod Amagertorv blev foretaget følgende arbejde: Hele stueetagen blev ommuret, med undtagelse af portpartiet. Størstedelen af sandstensarbejdet, der var forvitret, blev fornyet. Der blev sat sandstensrammer og poste i vinduerne, men for øvrigt forblev 1. og 2. sal urørte. De to murede kviste var forsvundet, men blev genopført som tidligere med nyt sandstensarbejde. Dette arbejde udførtes af professor Hans J. Holm i samarbejde med arkitekt Levy.

### Porcelænsfabrikkens ejerskab
Porcelænsfabrikken lod i 1922 et salgslokale indrette i stueetagen af baghuset med montrer og reoler i ædeltræ tegnet af arkitekt Bent Helweg-Møller i art deco-stil. Snedkerhåndværket blev udført af enten Severin & Andreas Jensen eller Hjalmar Kristensen. I 2007 blev hele interiøret nedtaget og solgt og rummene blev nyindrettet af arkitekt Dorte Mandrup.
Gården (forhuset) blev fredet allerede 1918. Baghuset er ikke fredet, men har høj bevaringsværdi.

## Ejerliste
- 1616-1628: Matthias Hansen
- 1628-ca. 1660: Ingeborg Leiel Frederiksdatter (enke)
- ca. 1660-1663: Hans Matthiassen Mechlenburg (søn)
- 1663-1666: Margrethe Rosenmeyer Henriksdatter (enke)
- 1666-1670: Ingeborg Margrethe Mechlenburg, gift med kgl. kommissarius Frants Müller til Gundetved, som via ægteskabet bliver ejer
- 1670-1677: Diderik Schult, gehejmeråd, oversekrektær i Danske Kancelli mm.
- 1677-1677: Gerhard Schrøder, søstersøn af Peder Schumacher Griffenfelds moder
- 1677-1693: Marie Fuiren, enke efter ærkebiskop Hans Svane
- 1693-ukendt: Anne Margrethe Svane (datter), enke efter kancelliråd og stadsfysikus Jens Foss (død 1687), og Søster Svane (datter), enke efter biskop Hans Bagger
- ukendt-1727: Johan Sohl, vinhandler, en af Stadens 32 mænd, omtalt i Ludvig Holbergs komedie Den vægelsindede. Han var gift med en søster til den nedenfor nævnte Johan Henrik Syling og er formodentlig død 1727, i hvilket år gården er blevet solgt til
- 1727-ukendt: Andreas Matthiesen og med-interessenter.
- ukendt-1731: Johan Henrik Syling, kommerceråd, svoger til Johan Sohl. Ved samme lejlighed har formodentlig bortsalget af en haveplads, der hørte til gårdens grund, fundet sted i januar 1728. Gården blev allerede 1731 som det synes efter fordring fra en panthaver Andreas Brun atter solgt
- 1731-1738: Otto von Blome, gehejmeråd
- 1738-1740: Anna Sophie Schack, enkegrevinde
- 1740-1752: Gregorius Klauman, justitsråd og bank-kommissarius mm., senere etatsråd
- 1752-1762: Knud Gregorius de Klauman, borgmester mm. (søn)
- 1762-1763: Ulrikke Sophie de Klauman (enke)
- 1763-1795: Christian Hansen, grosserer, en af Stadens 32 mænd
- 1795-1814: Jens Schoustrup, grosserer
- 1814-1818: Peter Schoustrup, grosserer, og Johan Henrik Schoustrup, urtekræmmer (sønner)
- 1818-1844: Johan Henrik Schoustrup
- 1844-1872: Peter Jacob Schoustrup, grosserer og eddikebrygger (søn)[8]
- 1872-1912: Forsikringsselskabet Hafnia
- 1912-1997: Den kongelige Porcelainsfabrik, nu Royal Copenhagen
- 1997-nu: Royal Scandinavia